# Maria Mercè Cuartiella i Todolí
Maria Mercè Cuartiella i Todolí (Barcelona, 15 d'agost de 1964) és una escriptora i dramaturga catalana, resident a Figueres.

## Biografia
És llicenciada en filologia per la Universitat de Barcelona i ha desenvolupat la seva tasca professional en el camp de la gestió cultural. Actualment forma part de l'equip editorial de Brau Edicions, de Figueres.
Ha col·laborat habitualment en premsa i revistes especialitzades, com ara a Encesa, on participa des de 2013. o al Diari de Girona, on des de l'any 2000 fins al 2005 va elaborar articles quinzenals d'opinió. També ha estat guionista i presentadora televisiva o moderadora en debats culturals. Fins a l'any 2009 fou conductora i guionista a Canal Nord del programa setmanal d'entrevistes ISBN, que analitzava l'actualitat literària del país i per on van passar tot un seguit d'autors significatius de les lletres catalanes.
Ha publicat estudis diversos com ara “Una aproximació a l'obra teatral”, dins Carles Fages de Climent (1902-1968), Poètica i mítica de l'Empordà, o "10 anys amb l'Orquestra de Cambra de l'Empordà". També alguns contes curts i ha estrenat i publicat peces teatrals, com “Enterra’m a Pequin”, guanyadora del I Premi Carlota de Mena (2005) estrenada a Barcelona el 2007. També "En trànsit", que va ser seleccionada com a representant de l'estat espanyol per a participar en el World Youth Theatre 2000 de Londres i que fou publicada al número 8 de la revista Escena.
És autora de sis novel·les publicades: de la novel·la Cuando las cosas van mal (Premio de novela corta Ciudad de La Laguna 1999; coautora de Capitán Verne (Sirpus, 2005), juntament amb Joan Manuel Soldevilla. L'any 2012, va publicar la novel·la Germans, gairebé bessons (Brau Edicions), guardonada amb el Premi Llibreter de narrativa, i l'any 2014 publica L'afer marsellès (Amsterdam llibres). A la Nit de Santa Llúcia 2014, va ser reconeguda amb el Premi Mercè Rodoreda de contes i narracions pel seu recull Gent que tu coneixes."Els relats són difícils d'escriure, són peces molt elaborades i poc reconegudes molts cops" explica Cuartiella.

## Premis i reconeixements
- Premi de novel·la curta Ciudad de La Laguna, 1999[10][11]
- Premi Carlota de Mena, 2005[12]
- Premi Llibreter de narrativa, 2012[13]
- Premi Mercè Rodoreda de contes i narracions, 2014[14]

## Obra

### Narrativa
- Els gegants del Mesozoic. Dinosaures a Catalunya (2021)[15]
- Un Món sense l'Oriol Gante (2021)[16]
- La font i els dies (2020)[17]
- Flor salvatge (2018)[18]
- Gent que tu coneixes (2015)[19]
- L'afer marsellès (2014).[20]
- Germans, gairebé bessons (2012).[21]
- Capitán Verne (2005 coautora amb Joan Manel Soldevilla)[22]
- Cuando las cosas van mal (1999)[23]

### Teatre
- Enterra'm a Pequín (2006)[24]